# Ifunanya Okoro
Ifunanya Okoro né le 6 juillet 1999 est une joueuse de basket-ball professionnelle nigériane. Elle fait partie de l'Nigeria.

## Biographie
Ifunanya Okoro est née le  6 juillet 1999 à Arochokwu au Nigeria. Elle est sociétaire de l'Alexandria S.C..

## Début
Ifunanya Okoro commence la carrière avec First Deepwater Basketball Club en 2016 avant de rejoindre l'équipe nationale plus tard.

## Carrière
En 2018, Ifunanya Okoro rejoint First Bank BC et  participe à l'édition 2018 de la Ligue africaine féminine de basket-ball (FIBA Africa Women Basketball League) où elle a enregistré une moyenne de  1,4 point,  1,8 rebond et  1,2 passe décisive.
Elle joue le tournoi Final 8 de la Zenith Women Basketball League avec le club de First Bank BC. En décembre 2019, elle signe avec MFM Queens et participe à la FIBA Africa Women's Champions Cup 2019, où elle  affiche une moyenne de  13,8 points,  5 rebonds et  4,5 passes. Ifunanya Okoro est nommée dans le  Top 5 des joueuses de la saison 2019 de la Zenith Women Basketball.

## Palmarès
- Vainqueur du Championnat d'Afrique féminin de basket-ball 2023 avec le Nigeria.